# راديكالية ثقافية
الراديكالية الثقافية  (من الدانماركية: Kulturradikalisme) هي حركة في الثقافة الدانماركية. وكانت هذهِ الحركة قوية خاصة في فترة ما بين الحربين العالميتين، ويرجع أصل فلسفتها إلى عقد السبعينيات من القرن التاسع عشر، ولا يزال قدر كبير من التعليقات الاجتماعية الحديثة يشير إلى ذلك.
كان يشار إلى حركة الراديكالية الثقافية في وقت ذروتها بالحديثة. ولقد استخدم المصطلحان الراديكالي الثقافي والراديكالية الثقافية لأول مرة في مقال كتبه إلياس بريدسورف في جريدة بوليتكان ذات الصفحة الكبيرة عام 1956. حسب وصف بريدسورف فإن الراديكاليين الثقافيين أناس مسؤولون اجتماعيًا مع نظرة دولية.
عادة ما يتم وصف الراديكالية الثقافية بأنها تراث حركة جورج براندز "الاختراق الحديث"، وأساسيات وافتتاحيات جريدة بوليتكان، وتأسيس الحزب السياسي الحزب الاجتماعي التحرري الدانماركي، إلى مجلة كريتيسك ريفي بواسطة بول هيننغسن (PH). ومن جانب المعارضين على الرغم من ذلك، عادة ما تشير الراديكالية الثقافية ببساطة إلى النخبة المثقفة التحررية.
إن القيم الأكثر شيوعاً المرتبطة بالراديكالية الثقافية هي من بين المصطلحات الآتية: انتقاد الأديان، ومعارضة المعايير الاجتماعية، وانتقاد الأخلاقية الجنسية الفيكتورية، والنزعة المضادة للعسكرية، والانفتاح للمدخلات الثقافية الجديدة أكثر من الكلاسيكية الغربية (على سبيل المثال، الاهتمام بموسيقى الجاز والهندسة المعمارية الحديثة، والفن، والأدب، والمسرح).

## دوليًا
الراديكالية الثقافية يتم استخدامها أيضًا خارج الدانمارك. وفي الدول الإسكندنافية، تشير عادة إلى الحركة الدانماركية، ولكن في أي مكان آخر قد يتشارك المفهوم الاشتقاق اللغوي فقط. وفي السويد كان ينظر للراديكالية الثقافية على أنها معارضة للكنيسة السويدية، ومعارضة للأخلاق الجنسية الفيكتورية الحديثة. أما في النرويج فقد تم ربط الحركة بمجلة موت داج في الثلاثينيات ومؤلفيها مثل سيجورد هويل وأرنولف أوفرلاند. وفي الولايات المتحدة، استخدمت الراديكالية الثقافية أحيانًا كمقابل للمحافظة الثقافية، بالأخص في سياق الحروب الثقافية.

## الراديكاليون الثقافيون
- جيلد أبيل
- إدوارد براندس
- جورج براندس
- برنهارد كريستنسن
- موغنس فوج
- بول هيننغسن (PH)
- إدوارد هايبرغ
- فيجو هورب
- هانز كيرك
- أوف رود
- هانز شيرفيج
- كلاوس ريفبيرج
- توجر سيدينفادن